# Tierz
Tierz è un comune spagnolo di 550 abitanti (2006) situato nella comunità autonoma dell'Aragona.